# Hôn mê do tiểu đường
Hôn mê do tiểu đường là một dạng hôn mê có thể đảo ngược được tìm thấy ở những người bị đái tháo đường. Đây là một cấp cứu y tế.
Ba loại hôn mê do tiểu đường khác nhau được xác định:
1. Lượng đường trong máu thấp ở người bệnh tiểu đường
2. Nhiễm toan acetone do tiểu đường (thường là loại 1) đủ tiến triển dẫn đến bất tỉnh do sự kết hợp của mức độ đường trong máu tăng nghiêm trọng, mất nước và sốc, và kiệt sức
3. Hôn mê không acetone tăng huyết áp (thường là loại 2) trong đó chỉ cần lượng đường trong máu cực cao và mất nước là đủ để gây bất tỉnh.

Trong hầu hết các bối cảnh y tế, thuật ngữ hôn mê do tiểu đường đề cập đến tình trạng khó xử trong chẩn đoán đặt ra khi một bác sĩ phải đối mặt với một bệnh nhân bất tỉnh về người mà không biết gì ngoại trừ họ bị tiểu đường. Một ví dụ có thể là một bác sĩ làm việc trong khoa cấp cứu, một bệnh nhân bất tỉnh đang đeo thẻ nhận dạng y tế có ghi là DIABETIC. Bác sĩ cấp cứu ngoài bệnh viện có thể được gọi tới để giải cứu một người bất tỉnh bởi những người bạn xác định họ mắc bệnh tiểu đường. Mô tả ngắn gọn về ba điều kiện chính sau một cuộc thảo luận về quá trình chẩn đoán được sử dụng để phân biệt giữa chúng, cũng như một vài điều kiện khác phải được xem xét.
Ước tính có khoảng 2 đến 15 phần trăm những người mắc bệnh tiểu đường sẽ bị ít nhất một giai đoạn hôn mê do tiểu đường trong thời gian sống do hạ đường huyết nặng.

## Phân loại

### Hạ đường huyết nặng
Những người bị tiểu đường loại 1 phải dùng insulin với liều thay thế hoàn toàn dễ bị tổn thương nhất khi bị hạ đường huyết tiểu đường. Nó thường đủ nhẹ để đảo ngược bằng cách ăn hoặc uống carbohydrate, nhưng đường huyết đôi khi có thể giảm đủ nhanh và đủ thấp để gây bất tỉnh trước khi hạ đường huyết có thể được nhận ra và bị đảo ngược lại. Hạ đường huyết có thể đủ nghiêm trọng để gây bất tỉnh trong khi ngủ. Các yếu tố ảnh hưởng có thể bao gồm ăn ít hơn bình thường hoặc tập thể dục kéo dài sớm hơn trong ngày. Một số người mắc bệnh tiểu đường có thể mất khả năng nhận ra các triệu chứng hạ đường huyết sớm.
Bất tỉnh do hạ đường huyết có thể xảy ra trong vòng 20 phút đến một giờ sau khi có triệu chứng sớm và thường không có trước các bệnh hoặc triệu chứng khác. Co thắt hoặc co giật có thể xảy ra. Một người bất tỉnh do hạ đường huyết thường xanh xao, tim đập nhanh và ướt đẫm mồ hôi: tất cả các dấu hiệu của phản ứng adrenaline với hạ đường huyết. Cá nhân thường không bị mất nước và thở bình thường hoặc nông. Mức đường trong máu của họ, được đo bằng máy đo glucose hoặc đo trong phòng thí nghiệm tại thời điểm phát hiện, thường thấp nhưng không phải lúc nào cũng nghiêm trọng, và trong một số trường hợp có thể đã tăng lên gây ra bất tỉnh.